# 方文忠
方文忠（英語：Paul Fong，1952年8月5日—），是一位美国华裔政治家，前加利福尼亚州众议院第28区众议员。

## 生平
方文忠1952年出生在葡属澳门，三岁时随父母移民到美国，居住在旧金山湾区。
1970年代早期，他是高中橄榄球队的明星四分卫。先后拿到圣荷西州立大学社会学学士学位和公共管理硕士学位。接下来的几年在不同学校教书。1993年被选为学校所在社区的董事会受托人，直到2008年离开董事会当选加利福尼亚州众议院第28区众议员。
2009年6月23日，由方文忠和凯文·里昂共同提出的ACR第42议案，历时三年终于获得加利福尼亚州众议院和加利福尼亚州参议院双双通过，加利福尼亚州州政府就1882年制定的排华法案进行正式道歉。